# Eta Serpentis
Eta Serpentis is een ster in het sterrenbeeld Slang, om precies te zijn ligt de ster in de staart van de slang. Dankzij zijn magnitude van 3,26 
is de ster goed te zien met het blote oog. Aan de spectraalklasse K0 III-IV valt te zien dat het een ster is die qua eigenschappen tussen een reuzentak en  een subreus te kwalificeren valt.